# Joop van Huisstede

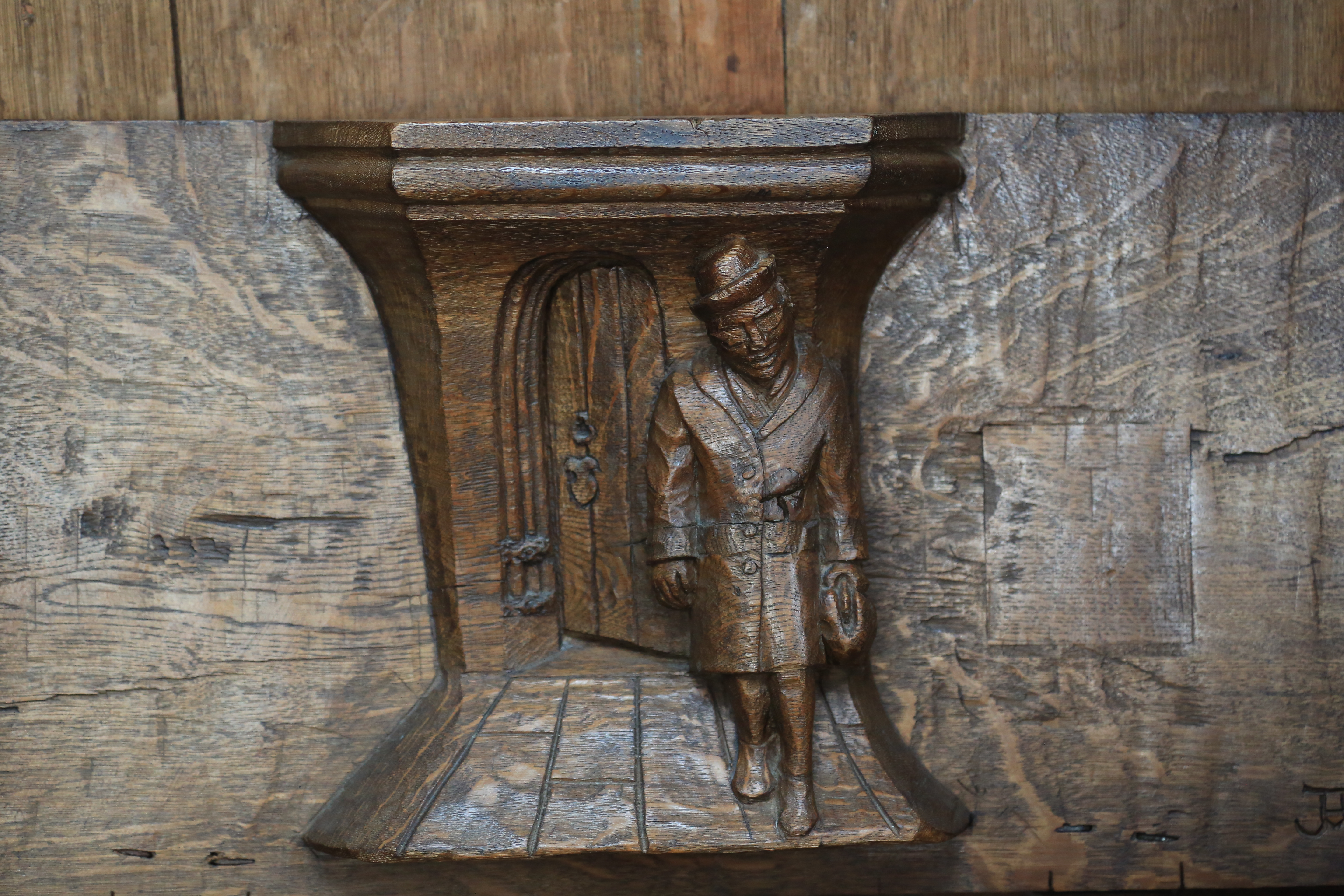
Bep Bijtelaar, Oude Kerk

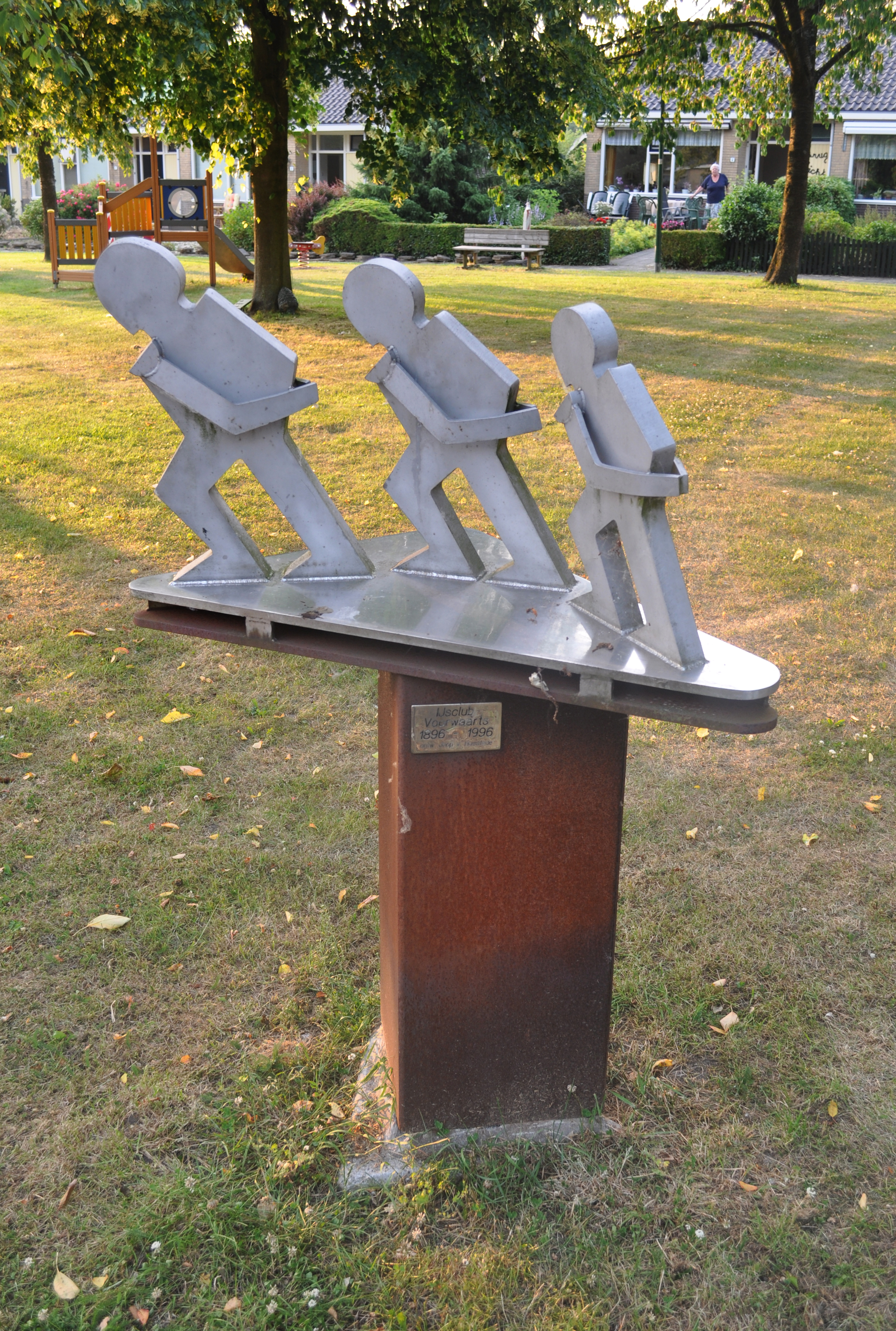
Schaatsers in Vreeland, Joop van Huisstede 1996

Johannes Franciscus (Joop) van Huisstede (Nederhorst den Berg, 17 oktober 1922 – Vreeland, 5 mei 2000) was een Nederlandse restaurateur, houtbewerker, beeldhouwer en schilder.

## Biografie
Joop van Huisstede werd geboren in Nederhorst den Berg. Hij deed de Rijksnormaalschool voor Teekenonderwijzers en de Rijksakademie van beeldende kunsten in Amsterdam. Hij was een leerling van Cor Hund en van Jan van Tongeren. In 1960 verhuisde hij naar Vreeland.
Van Huisstede was kerkrestaurateur van beroep. In 1956 exposeerde hij voor het eerst als (amateur-)kunstenaar.
Van Huisstede deed onder meer restauratiewerk voor de Oude Kerk in Amsterdam. Zo legde hij in 1958 de gewelfschildering in de Binnenlandvaarderskapel bloot. Van 1971 tot 1974 was hij verantwoordelijk voor de restauratie van het koorschot en de koorbanken. Tijdens de restauratie werden vijf consoles door hem nieuw gesneden. In de banken aan de noordzijde maakte hij onder meer een console voorstellende Bep Bijtelaar, vanuit haar huisje aan de kerk door het deurtje in de kooromgang komend, gekleed in mantelpak met dophoedje. In de banken aan de zuidzijde beeldde hij onder meer ook zichzelf uit, met een houten hamer bezig met het hakken van een misericorde.
In de periode 1996-1998 restaureerde hij de houten schouw in de VOC-kamer van het Oost-Indisch Huis te Amsterdam.
Van Huisstede overleed in mei 2000. Hij werd begraven in Vreeland.

## Werk in openbare ruimte
- Schaatsers, 1996 - Vreeland[5]

- Biografisch Portaal: 75707504
- RKD-Nederlands Instituut voor Kunstgeschiedenis: 88872